# 俞大鹏
俞大鹏（1959年3月—），男，宁夏中卫人，中国无机非金属材料领域专家，北京大学教授，中国科学院院士。

## 生平
1982年毕业于华东理工大学，1985年获中国科学院上海硅酸盐研究所硕士学位，1993年获法国南巴黎大学博士学位。
2015年当选为中国科学院院士。